# Florent Poulolo
Florent Gregoire Poulolo (* 2. ledna 1997 Fort-de-France) je profesionální fotbalista z Martiniku, který hraje na pozici středního obránce za rumunský klub FC UTA Arad a za martinický národní tým.

## Klubová kariéra
Profesionální kariéru započal Poulolo ve francouzském klubu Athlétic Club Arlésien. Postupem času se dostal až do B-týmu Getafe CF a odehrál také jedno utkání ve španělské nejvyšší soutěži.
Od roku 2020 až do roku 2023 působil v Sigmě Olomouc. Poté zamířil do Mladé Boleslavi. V lednu 2024 odešel na půlroční hostování do týmu Českých Budějovic. V létě se vrátil zpět do Boleslavi.
V létě 2024 přestoupil Poulolo do rumunského klubu UTA Arad.